# Moscheea Türkmenbașî de Spiritualitate
Moscheea Türkmenbașî de Spiritualitate sau Moschea Gypjak (în turkmenă Türkmenbașy Ruhy Metjidi) este o moschee din orașul Gypjak. Este principala moschee din Turkmenistan, cea mai mare din Asia Centrală, precum și cea mai mare moschee dom din lume. A fost numită în onoarea lui Saparmurat Türkmenbașî = fondatorul și primul președinte al Turkmenistanului. Moscheea a fost deschisă oficial în 2004.